# Nordtjärnen, Västergötland
Nordtjärnen är en sjö i Mölndals kommun i Västergötland och ingår i Kungsbackaåns huvudavrinningsområde.